# Modulazione di fase

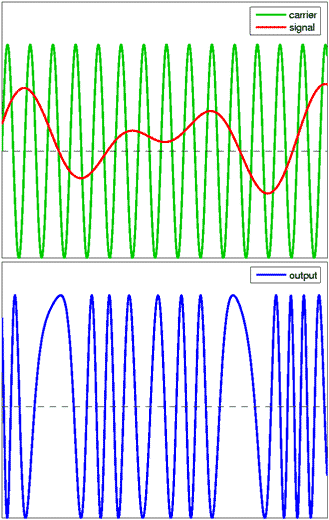
Un esempio di modulazione di fase. In alto è illustrato il segnale modulante (rosso) e il segnale portante (verde). In basso il segnale modulato (blu).

In telecomunicazioni e in altri campi che utilizzano questo principio, la modulazione di fase, in sigla PM (dall'analogo termine inglese Phase Modulation), è una tecnica di modulazione di un segnale che si ottiene variando la fase della portante rispetto al suo valore in assenza di modulazione, proporzionalmente al valore istantaneo dell'ampiezza del segnale modulante.

## Descrizione
A differenza di altri metodi di modulazione come la modulazione d'ampiezza (AM) e la modulazione di frequenza (FM), la modulazione di fase non è molto usata. Un diffuso utilizzo si ha comunque in sintesi sonora, con l'inappropriata denominazione FM-synthesis, introdotta dalla Yamaha nel 1982 per definire la tecnologia alla base di sintetizzatori musicali, di cui il più noto è il DX7.
Si utilizza comunque nei sensori in cui la variabile da misurare agisce principalmente sulla fase. La modulazione di fase infatti tende a richiedere apparati riceventi più sofisticati e possono esservi problemi di ambiguità nel distinguere un segnale a fase 0° o a fase 180°.

## Teoria
Se si suppone di voler trasmettere il segnale {\displaystyle m(t)} e che il segnale portante sia del tipo:
{\displaystyle c(t)=A_{c}\sin \left(\omega _{\mathrm {c} }t+\phi _{\mathrm {c} }\right).}
in uscita dal modulatore di fase si avrà un segnale:
{\displaystyle y(t)=A_{c}\sin \left(\omega _{\mathrm {c} }t+m(t)+\phi _{\mathrm {c} }\right).}